# بروزاس
بلدية بروزاس (بالإسبانية: Brozas)‏، هي بلدية تقع في مقاطعة قصرش والتي تقع في منطقة إكستريمادورا، غرب إسبانيا.
يبلغ عدد سكانها 2.329 نسمة وفقاً لإحصائية سنة (2002).